# Сосна і дуб-2 (пам'ятка природи)
Сосна і дуб-2 — ботанічна пам'ятка природи місцевого значення. Об'єкт розташований на території Шацького району Волинської області, ДП «Шацьке УДЛГ», Шацьке лісництво, квартал 25, виділ 34.
Площа — 0,1 га, статус отриманий у 1972 році.
Охороняються два дерева - сосна звичайна (Pinus sylvestris) та дуб звичайний (Quercus robur) віком близько 175 років, що зрослися між собою.

## Галерея

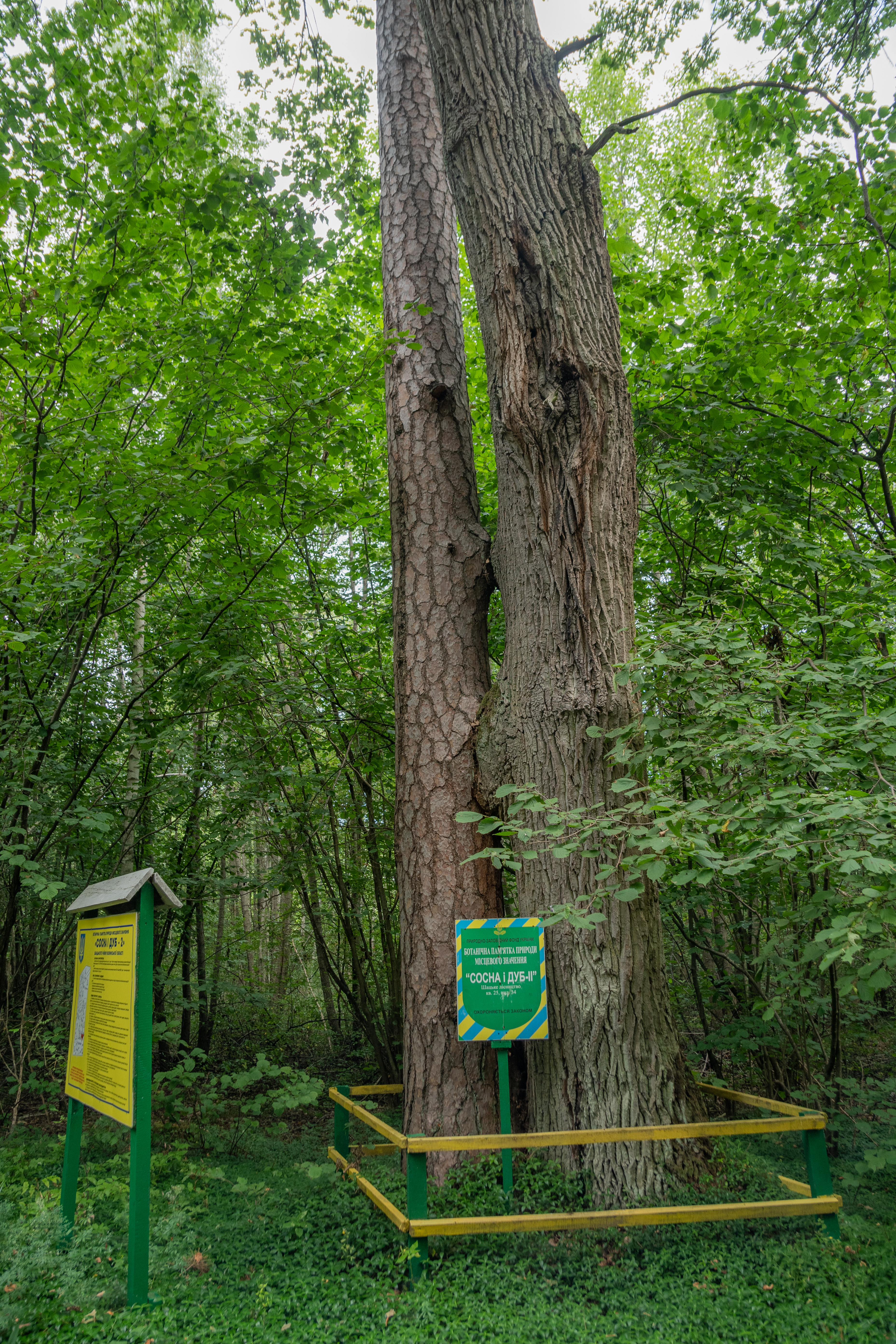
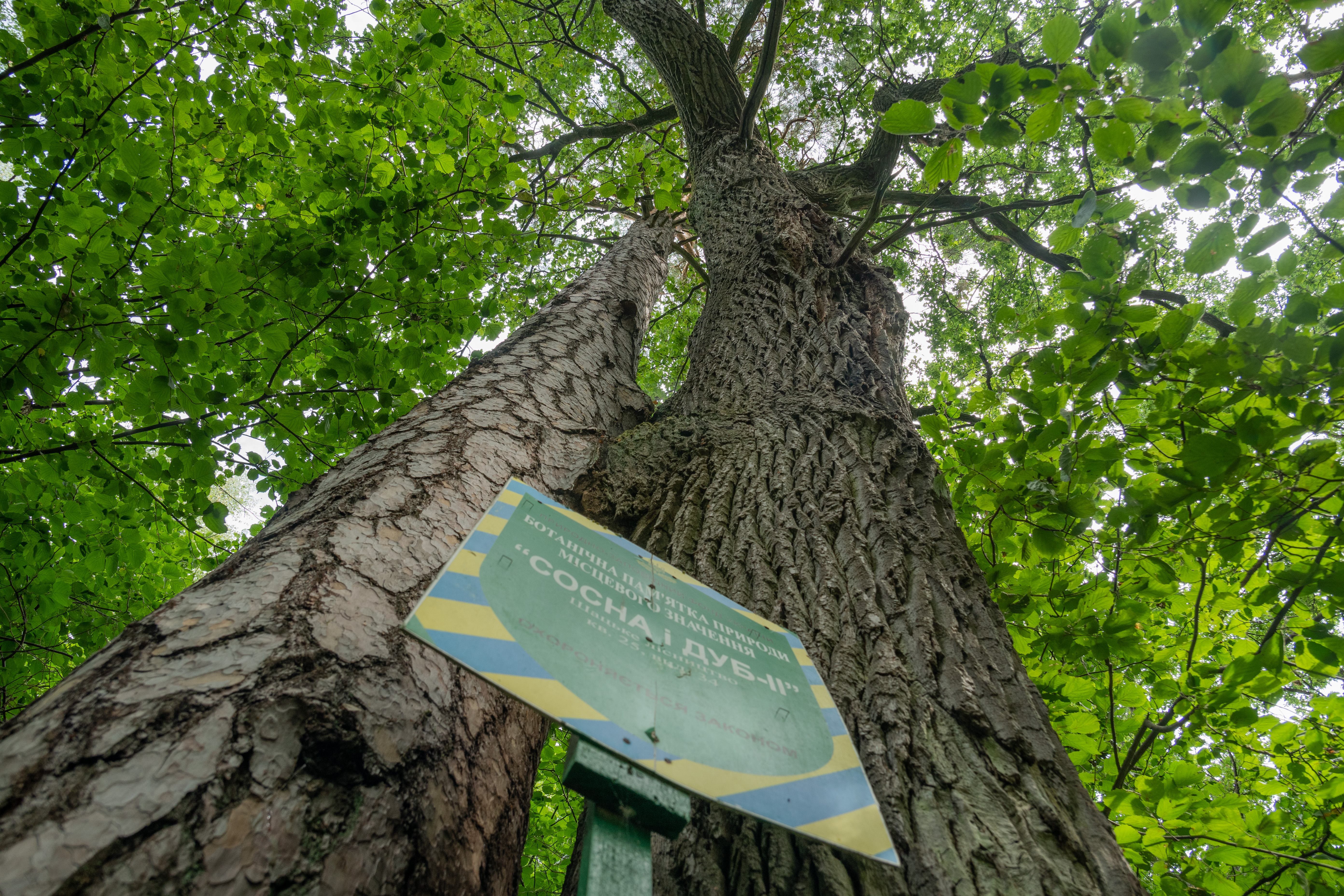
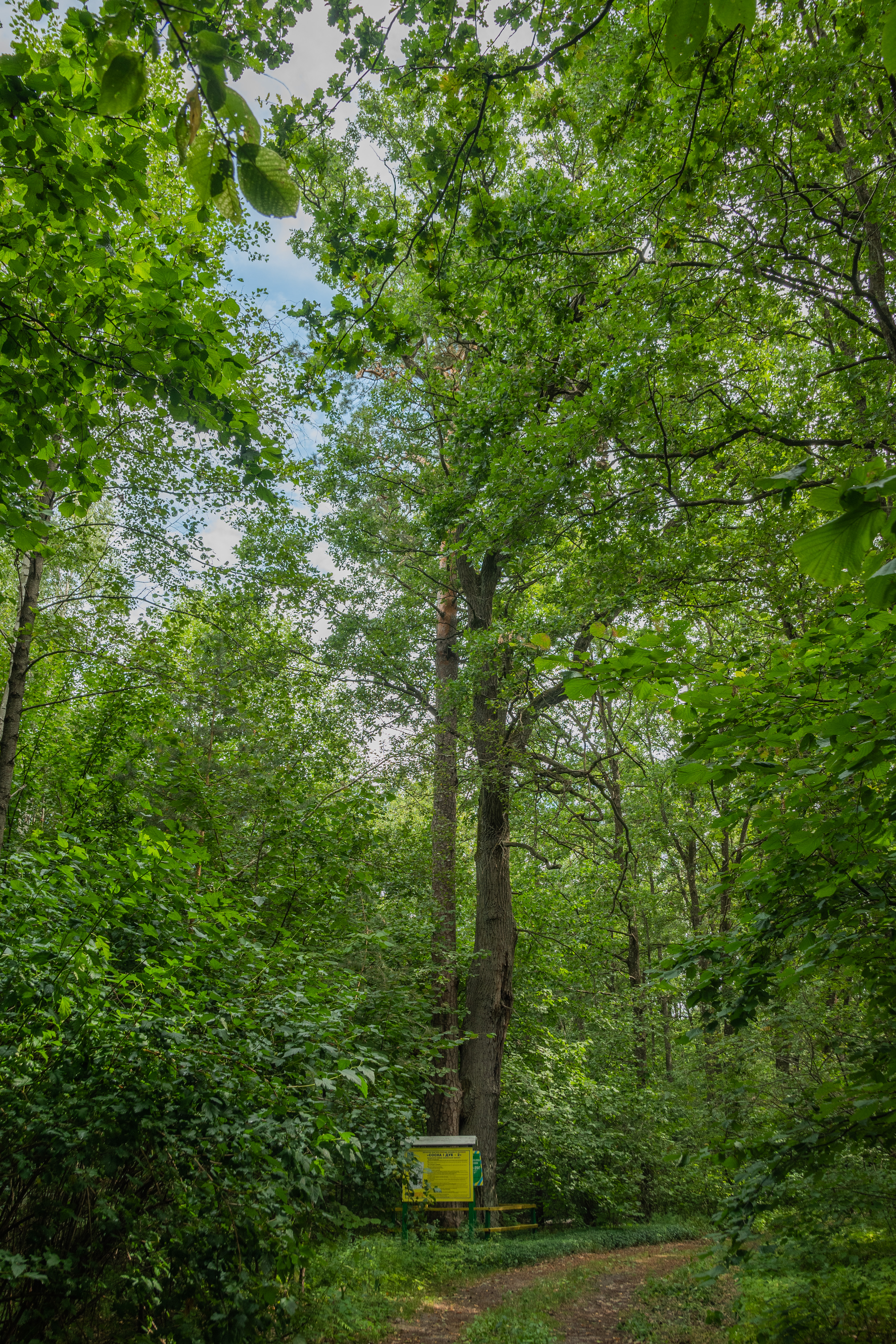
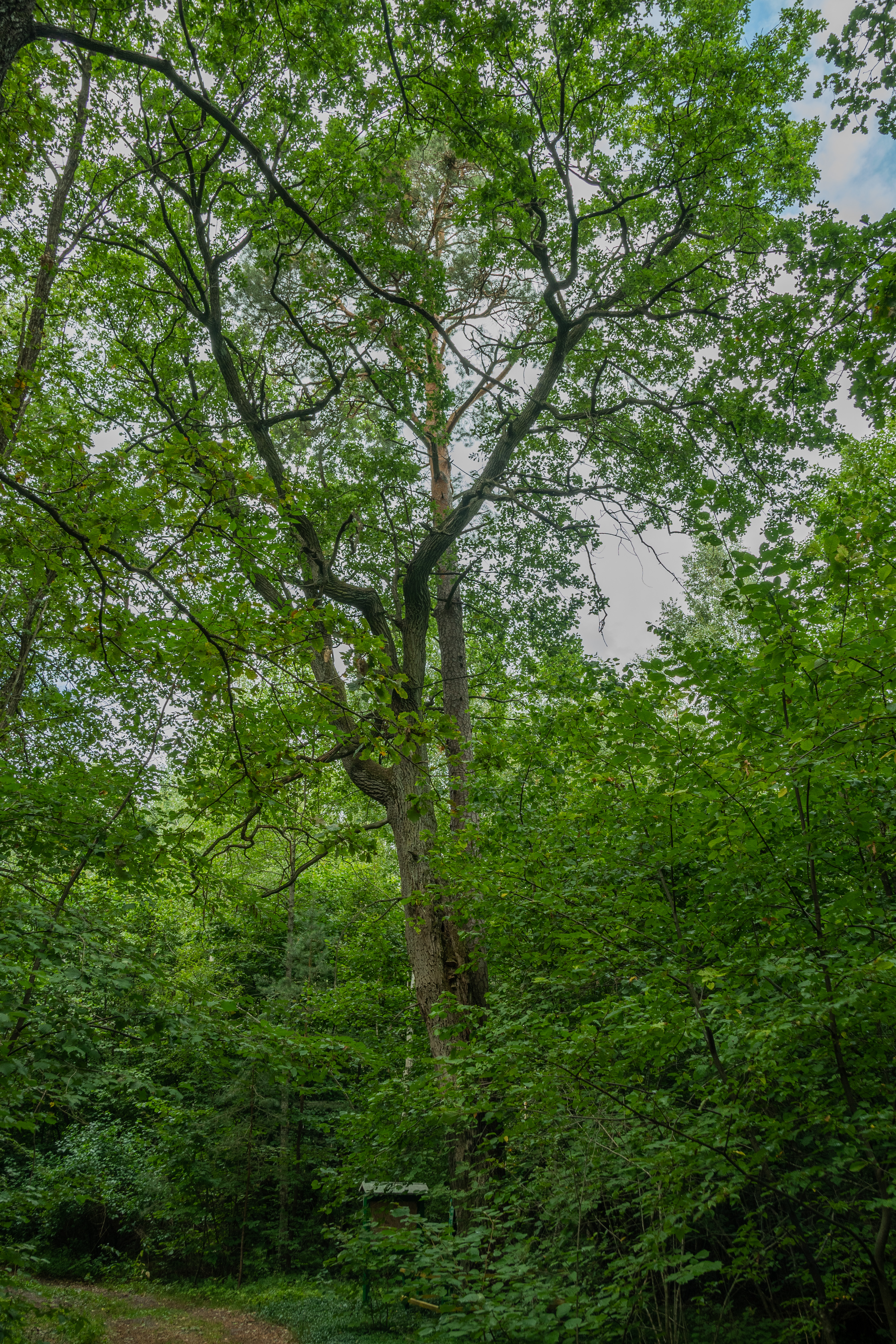